# Rudolf Wünsch (skladatel)
Rudolf Dalibor Wünsch (2. září 1880 Zlonice – 18. července 1955 Brno) byl český hudební pedagog a skladatel. Užíval pseudonymy Štěpán Hlína a Viktor Náchodský.

## Život
Rudolf Wünsch byl synem skladatele Josefa Wünsche. Základní hudební vzdělání tak získal v rodině. Od dětství hrál na housle a od 10 let také na varhany. Otec často měnil své působiště, takže navštěvoval školy v Chorvatsku (Gospić, Senj) i v Čechách (Zásmuky, Havlíčkův Brod). V roce 1895 vstoupil na varhanické oddělení Pražské konzervatoře, kde studoval u Josefa Kličky a Karla Steckera. Státní zkoušky složil ze zpěvu, houslí, varhan a klavíru. Další hudební vzdělání získal v odborných kurzech ve Vídni, Praze, Berlíně, Würzburgu a v Norimberku. Absolvoval rovněž externí studium na vídeňské Akademii pro církevní hudbu a chorální zpěv.
Stal se učitelem na hudební škole v Supetaru na ostrově Brač v Dalmácii. Působil zde i jako ředitel kůru a kapelník. V letech 1902–1906 učil v Náchodě, v polském Chyrově a Tarnově. V roce 1906 se stal profesorem na učitelském ústavu v Ostravě. Zde řídil pěvecké sdružení Záboj a byl také dirigentem Pěveckého sdružení slezských učitelů. Intenzivně se věnoval veřejné činnosti. Kromě varhanních koncertů měl popularizační přednášky v rozhlase, přednášel na konferencích a byl členem řady komisí pro státní zkoušky v hudbě. V letech 1945–1951 učil na konzervatoři.

## Dílo
Ve svém díle se zabýval zejména hudební metodikou a didaktikou. Napsal řadu odborných prací a praktických příruček:
- Repetitorium nauky o hudbě a zpěvu (1928)
- Repetitorium nauky o sluchových a intonačních cvičení (1931)
- Repetitorium teorie sborového a školního zpěvu (1932)
- Repetitorium nauky a hry houslové (1937)
- Hudební tabule (1935)
- Katechismus školského zpěvu (1934)
- Základy nauky o harmonii (1937–1941)
- Základy polyfonie (1951, rkp.)

Velkou část jeho díla tvoří úpravy lidových písní českých, slezských i chorvatských:
- Domovina zpívá (1942)
- Z kraje Bezručova (1928)
- Slezské nápěvy
- Slovácké nápěvy
- České nápěvy
- Moravské nápěvy
- Lístoček zlatušký
- Naše nápěvy
- Zpoza Ostravice
- Slezské pěsničky
- Lidové zpěvy slezské
- Hrvatske pjesne

Kromě toho je autorem řady vlastních skladeb pro klavír (Naší mládeži, Skočná, Náčrty, Vzpomínky). Komponoval sbory (Ostravská balada, Otče náš, Ty skalický kostelíčku, Ve Frydku na rynku) a příležitostné chrámové skladby (2 mše a další drobnější díla). Pod pseudonymem Štěpán Hlína vydal Vánoční mši koledovou (1942). Úpravy cizích skladeb vydával pod pseudonymem Viktor Náchodský. V rukopise zůstalo několik orchestrálních a komorních skladeb. Z větších prací melodram Koncert Jankiela na motivy eposu Adama Mickiewicze Pan Tadeáš čili poslední nájezd na Litvě.